# مقاطعة كوفاسنا
مقاطعة كوفاسنا (بالإنجليزية: Covasna County)‏ هي مقاطعة في رومانيا، تتبع رومانيا، بلغ عدد سكانها 152٬563 نسمة، في 1930، عاصمتها سفنتو جيورجي، تبلغ مساحتها 3٬710٫0 كيلومتر مربع.

## الموقع
تشترك في الحدود مع:
- مقاطعة براسوف
- إقليم فرنتشيا
- إقليم باكاو
- مقاطعة هارغيتا
- إقليم بوزاو.

## التقسيمات الإدارية
- سفنتو جيورجي
- Baraolt [الإنجليزية]‏
- كوفاسنا
- كومانداو
- Întorsura Buzăului [الإنجليزية]‏
- باركاني
- سيتا بوزولوي
- Târgu Secuiesc [الإنجليزية]‏
- أيتا ماري
- باتساني
- بيلين، كوفاسنا
- بودوك
- بوروشنيو ماري
- براتيش
- برادوتس
- بريتسكو
- كاتالينا
- تشيرنات
- كيكيش
- دوبيرلاو
- غيلينتسا
- غيدفالاو
- هاغيغ
- يلييني
- ليمنيا
- ماناش
- مواكشا
- اوجدولا
- وزون
- بويان
- ريتشي
- سينزيني
- توريا
- فاليا كريشولوي
- Vâlcele, Covasna [الإنجليزية]‏
- فيرغيش
- زاغون
- زابالا
- فاليا ماري
- ميريني
- أركوش
- بيكساد
- ميكفالاو
- دالنيك، كوفاسنا
- يستيلنك.